# Neelaps calonotos
Neelaps calonotos — вид отруйних змій родини аспідових (Elapidae). Ендемік Австралії. Це єдиний представник монотипового роду Neelaps.

## Опис
Neelaps calonotos — це найменші отруйні змії Австралії, їх довжина (враховуючи хвіст) становить 28 см. Самиці дещо більші за самців. Верхня частина тіла червонувато-оранжева, поцяткована білими плямами, вздовж спини йде вузька чорна смуга. Нижня частин тіла білувата. На морді, верхній частині голови і на потилиці є чорні плями.

## Поширення і екологія
Neelaps calonotos поширені в прибережних районах на південному заході Західної Австралії, між Портом-Кеннеді і Донгарою, зокрема в околицях Перта. Вони живуть серед піщаних дюн та на піщаних рівнинах, порослих пустищами, евкаліптовими і банксієвими рідколіссями. Ведуть нічний спосіб життя, вдень зариваються в пісок, а вночі полюють на ящірок та інших дрібних тварин. Відкладають яйця, в кладці 2—6, у середньому 4 яйця.

## Збереження
МСОП класифікує стан збереження цього виду як близький до загрозливого. Neelaps calonotos загрожує знищення природного середовища.